# Пацатий Анатолій Михайлович
Анатолій Михайлович Пацатий (12 березня 1940, м-ко, нині с. Костянтинівка Липовецького району Вінницької області — 24 січня 2016, м. Тернопіль) — український спортсмен (бокс), спортивний суддя.

## Життєпис
Закінчив факультет фізичного виховання Тернопільського педагогічного інституту (1980, нині ТНПУ).

## Спортивна кар'єра
Майстер спорту СРСР з боксу (1965). Суддя міжнародної категорії (1989). Срібний призер першості України з боксу (1958, 1959). Чемпіон Прикарпатського військового округу (1963), спортивного товариства «Спартак» (1965).
Від 1985 — суддя на всіх чемпіонатах Радянського Союзу з боксу, від 1990 судив на всіх світових та європейських чемпіонатах.
Суддя міжнародної категорії Всесвітньої асоціації любительського боксу (1989; перший в Україні), член суддівської комісії Федерації боксу Європи (від 1996), від 1992 — голова суддівської колегії Федерації боксу України.
2000 — суддя на XXVII Олімпійських іграх (м. Сідней, Австралія).